# Піскатевей
Піскатевей (англ. Piscataway) — селище (англ. village) в США, в окрузі Міддлсекс штату Нью-Джерсі. Населення — 60 804 особи (2020).

## Демографія
Згідно з переписом 2010 року, у селищі мешкали 56 044 особи в 17 050 домогосподарствах у складі 12 965 родин. Було 17777 помешкань
Расовий склад населення:
| - 38,5 % — білих - 33,4 % — азіатів - 20,7 % — чорних або афроамериканців - 0,3 % — корінних американців - 3,6 % — осіб інших рас |

До двох чи більше рас належало 3,5 %. Частка іспаномовних становила 11,2 % від усіх жителів.
За віковим діапазоном населення розподілялося таким чином: 20,1 % — особи молодші 18 років, 70,2 % — особи у віці 18—64 років, 9,7 % — особи у віці 65 років та старші. Медіана віку мешканця становила 33,0 року. На 100 осіб жіночої статі у селищі припадало 99,2 чоловіків;  на 100 жінок у віці від 18 років та старших — 96,8 чоловіків також старших 18 років.
Середній дохід на одне домашнє господарство  становив 104 070 доларів США (медіана — 88 494), а середній дохід на одну сім'ю — 116 108 доларів (медіана — 99 530). Медіана доходів становила 65 737 доларів для чоловіків та 53 758 доларів для жінок. За межею бідності перебувало 6,9 % осіб, у тому числі 9,0 % дітей у віці до 18 років та 4,4 % осіб у віці 65 років та старших.
Цивільне працевлаштоване населення становило 25 468 осіб. Основні галузі зайнятості: освіта, охорона здоров'я та соціальна допомога — 21,2 %, науковці, спеціалісти, менеджери — 19,0 %, виробництво — 11,8 %, фінанси, страхування та нерухомість — 9,6 %.

## Відомі люди
- Ліза Мері Сміт (* 1968) — модель і акторка.